# مخيم لا (غوانتانامو)
مخيم نو أو مخيم لا هومخيم اعتقال سري تابع للولايات المتحدة يقع في خليج غوانتانامو في كوبا. في 18 يناير 2010 أكد سكوت هورتون في مقال في مجلة هاربر نتيجة التحقيق المشترك مع مجلة بي سي نيوز أن المخيم يعتبر مكان للموت خارج حدود معتقل غوانتانامو.

## الوصف
يقع الكخيم على بعد حوالي ميل من مخيمات الاعتقال العادية في غوانتانامو، ويُوصف بأنه سري للغاية، ويُعرف بمعسكر «لا» عند حراس غوانتانامو وفي التقارير الصحفية، لأن الجنود عندما يسألهم أحد عن المخيم يجيبون: «لا، لا وجود له»، وتحيط به الأسلاك الشائكة ولا يوجد به أبراج حراسة.
تشير التقارير إلى أن المعسكر كان يُستخدم كمكان للتحقيقات السرية، بما في ذلك استخدام تقنيات الاستجواب الغير قانونية مثل الإيهام بالغرق والتعذيب.

## حوادث حدثت في المخيم
في 10 يونيو 2006 توفي ثلاثة معتقلين في «مخيم لا» نتيجة الاستجواب تحت التعذيب وهم: علي عبد الله أحمد ومانع العتيبي وياسر طلال الزهراني، بينما أعلنت وزارة الدفاع الأمريكية أن الرجال الثلاثة انتحروا في الزنزانة شنقًا.
وصدر تحقيق من خدمة التحقيق بجرائم البحرية (NCIS) في أغسطس 2008  قال أن الرجال الثلاثة اختفوا عن الكاميرات في المخيم لمدة ساعتين.
وفي فبراير 2010 قال برنت ميكوم محامي شاكر عامر المعتقل البريطاني: أنه موكله قد شاهد تعذيب الرجال الثلاثة حتى الموت داخل المخيم في 9 يونيو 2006، كما أنه نفسه تعرض للاختناق المؤقت في ذات الوقت. وعلى الرغم من أن عامر حصل على قرار بالإفراج عنه في عام 2009، إلا أنه ظل معتقلاً حتى أكتوبر عام 2015.